# Pletiu dels Racons
El Pletiu dels Racons és un pletiu del terme municipal de Conca de Dalt, a l'antic terme d'Hortoneda de la Conca, a l'àmbit de l'antic poble de Perauba.
Està situat al nord i a tocar de la Solana del Comelleró, a l'esquerra de la llau de la Solana de Palles, a llevant de l'extrem meridional dels Rocs del Comeller i a migdia de l'Espluga de l'Oli d'Ermini i de la Torre de Perauba.